# Galasy ZMesta
Galasy ZMesta (en bielorruso, Галасы ЗМеста, que se traduciría al español como Las voces del pueblo) es una banda musical bielorrusa. Sus miembros se consideran a sí mismos como una banda satírica
.

## Historia
El grupo fue creado en 2020 en la ciudad de Baránavichi, situada al oeste de Bielorrusia, siendo músicos la mitad de sus componentes y la otra mitad trabajando en el club de comedia local, KVN (una comunidad de humoristas basada en el programa de televisión ruso de comedia Klub Vesiólyj i Najódchivyj).

## Controversia
Durante las protestas bielorrusas de 2020 y 2021, la formación criticó a los manifestantes y mostró su apoyo a Aleksandr Lukashenko, presidente de Bielorrusia desde 1994. Cuando se confirmó su participación en el festival de Eurovisión 2021, la banda fue criticada por las letras tránsfobas y homófobas de algunas de sus canciones anteriores. La propia canción que el grupo presentó a Eurovisión, «Ya nauchú tebyá», fue criticada por burlarse del movimiento democrático bielorruso. Por ello, debido a que la UER no permite los mensajes políticos en las canciones, esta fue descalificada y la televisión bielorrusa tuvo una nueva oportunidad para cambiar la letra o llevar una canción nueva. Sin embargo, el 26 de marzo fueron oficialmente descalificados debido a que la nueva canción, titulada «Pesenka», seguía conteniendo temas políticos.

## Discografía

### Sencillos
- Ya nauchú tebyá (I'll Teach You) (2021).
- Pesenka (2021).